# Самарите
Самарите e защитена местност в България. Намира се в землището на град Берковица.
На 2 октомври 1986 г. е създадена буферна зона на резерват „Горната кория“, която на 18 юни 2007 г. е преобразувана на защитена местност „Самарите“. Има площ от 107,15 хектара.